# The Happy Organ
The Happy Organ est un morceau instrumental interprété par Dave "Baby" Cortez, créé en 1958, sorti en février 1959 chez Clock Records et qui atteindra la 1re place au Billboard Hot 100. 
L'instrument central est un orgue électronique de type Hammond B-3 que le morceau a popularisé : Johnny and the Hurricanes, The Bill Black Combo et Booker T. and The MG's ont par la suite atteint plusieurs fois le top 10 du Billboard avec des singles instrumentaux basés sur ce type d'orgue,. 

## Conception
La chanson est créditée à son nom, accompagné de son collaborateur Ken Wood (pseudonyme de Walter 'Wally' Moody, propriétaire du label Clock) et du photographe James J. Kriegsmann (en).  
Doug Moody, fils de Wally et producteur de Clock, raconte que ce samedi-là de l'automne 1958, il avait donné rendez-vous à Clowney au studio d'enregistrement Allegro situé au n°1650 à Broadway. Clowney était supposé enregistrer The Cat And The Dog mais il a perdu sa voix petit à petit.    
Assis au piano, Clowney commence à improviser et les musiciens présents (le guitariste Wild Jimmy Spruill (en), Buddy Lucas au saxophone et Panama Francis à la batterie) ont embrayé. Entamant le chant traditionnel Shortnin' Bread de James Whitcomb Riley,, Clowney demande pour essayer l'orgue Hammond B3 présent dans un coin du studio (selon Doug Moody, c'est l'ingénieur du son, propriétaire du studio qui lui a proposé). L'instrument était courant dans les titres gospel mais restait sous protection plastique le reste du temps. Clowney ne pouvait jouer qu'en Do majeur, l'instrument étant défaillant : la fin de l'enregistrement fut compliquée, présentant de plus en plus de fausses notes, raison pour laquelle l'enregistrement se termine en fondu à partir de 1 min 58.      
Doug Moody a gardé l'enregistrement avec lui tout le weekend. Il le transmet à Bobby Joyce, un ami animateur sur Radio WLLY à Richmond en Virgine, qui le diffuse à de nombreuses reprises. À l'écoute du morceau, le distributeur Jimmy Schwartz contacte Moody afin d'en commander 1000 exemplaires alors qu'aucune face B n'a encore été sélectionnée.    
The Happy Organ aurait dû contenir des paroles : Cortez a enregistré la partie vocale, mais non satisfait du résultat, il a préféré l'abandonner, ne se considérant pas bon chanteur.    
La chanson est officiellement publiée en février 1959, (référence Clock 1009). Classée numéro 1 en mai 1959 alors qu'il accompagne Little Anthony and the Imperials dans différents concerts, son manager lui impose de quitter la tournée afin de promouvoir son tube.

## Classement
Le titre entre au Billboard le 16 mars 1959 et atteint la première place le 11 mai. 
| Classement                         | Meilleure position |
| ---------------------------------- | ------------------ |
| États-Unis (Billboard Hot 100)     | 1                  |
| États-Unis (Billboard R&B Top 100) | 5                  |

| Classement annuel (1959) | Position |
| ------------------------ | -------- |
| États-Unis (Billboard)   | 22       |

### Certification
Doug Moody dit que plus d'un million de simples furent vendus, bien que la RIAA ne leur ait jamais certifié aucune récompense,.

## Reprises
Informations issues de SecondHandSongs, sauf mentions complémentaires.
Le titre a été repris par une dizaine d'artistes, dont :
- Cherry Wainer (en), à deux reprises, en single en 1959 et sur l'album Rhythmus im Blut en 1964,
- The Dartells (en), sur Hot Pastrami (1963),
- Sandy Nelson, sur Soul Drums (1964),
- The Soul Vendors, en single (1968)[15],
- The Ventures sur Wild Again - The Ventures Play Heavy Hitters (1996).

## Utilisation dans les médias
- 1989 : Great balls of Fire!
- 2001 : Les Sopranos (saison 3, épisode 3)
- 2006 : Les Sopranos (saison 6, épisode 2)
- 2010 : Un cœur à l'envers

## Album
À la suite du succès de The Happy Organ (#1) et du follow-up The Whistling Organ (#61), un album au titre identique sort en 1959 chez RCA Records (LSP 2099)